# 霍弗
霍弗（荷蘭語：Hove，荷蘭語發音：[ˈɦoːvə] ⓘ）是比利时弗拉芒大區安特衛普省安特衛普區的一个市镇，通行荷蘭語，是弗拉芒社群的一部分，面积5.99平方千米，人口8,277人（2020年1月1日）。